# Strumigenys perplexa
Strumigenys perplexa är en myrart som först beskrevs av Smith 1876.  Strumigenys perplexa ingår i släktet Strumigenys och familjen myror. Inga underarter finns listade i Catalogue of Life.

## Bildgalleri

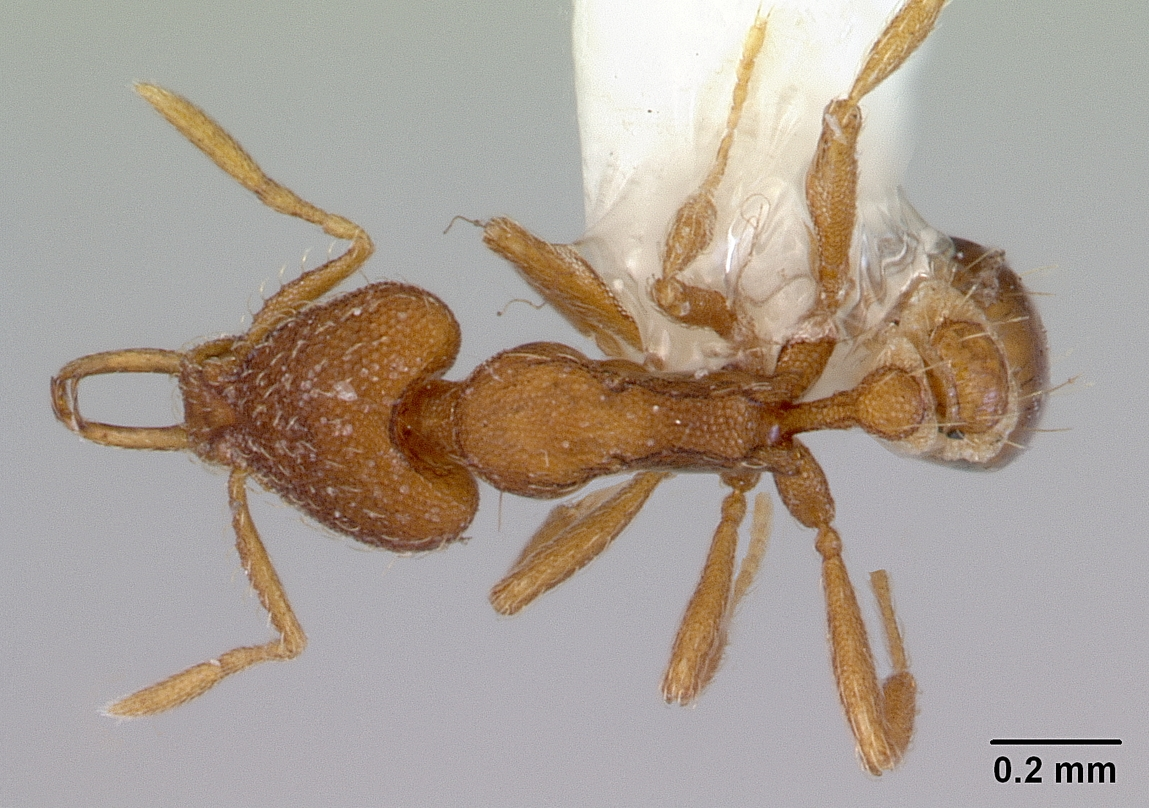
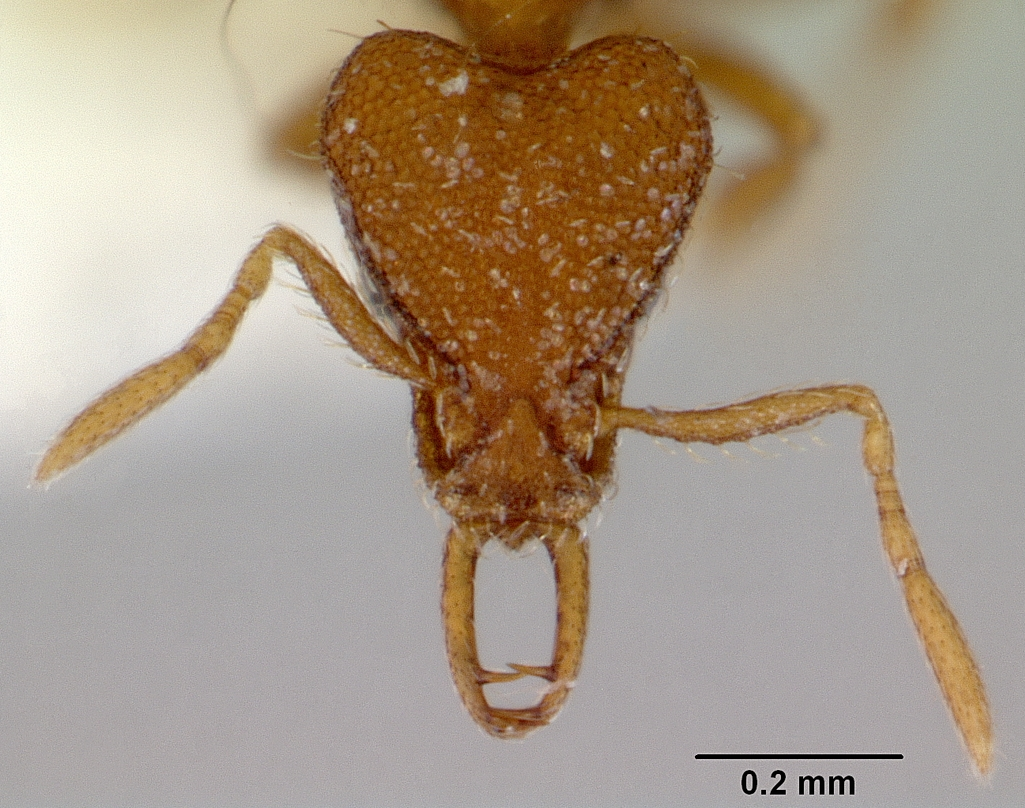
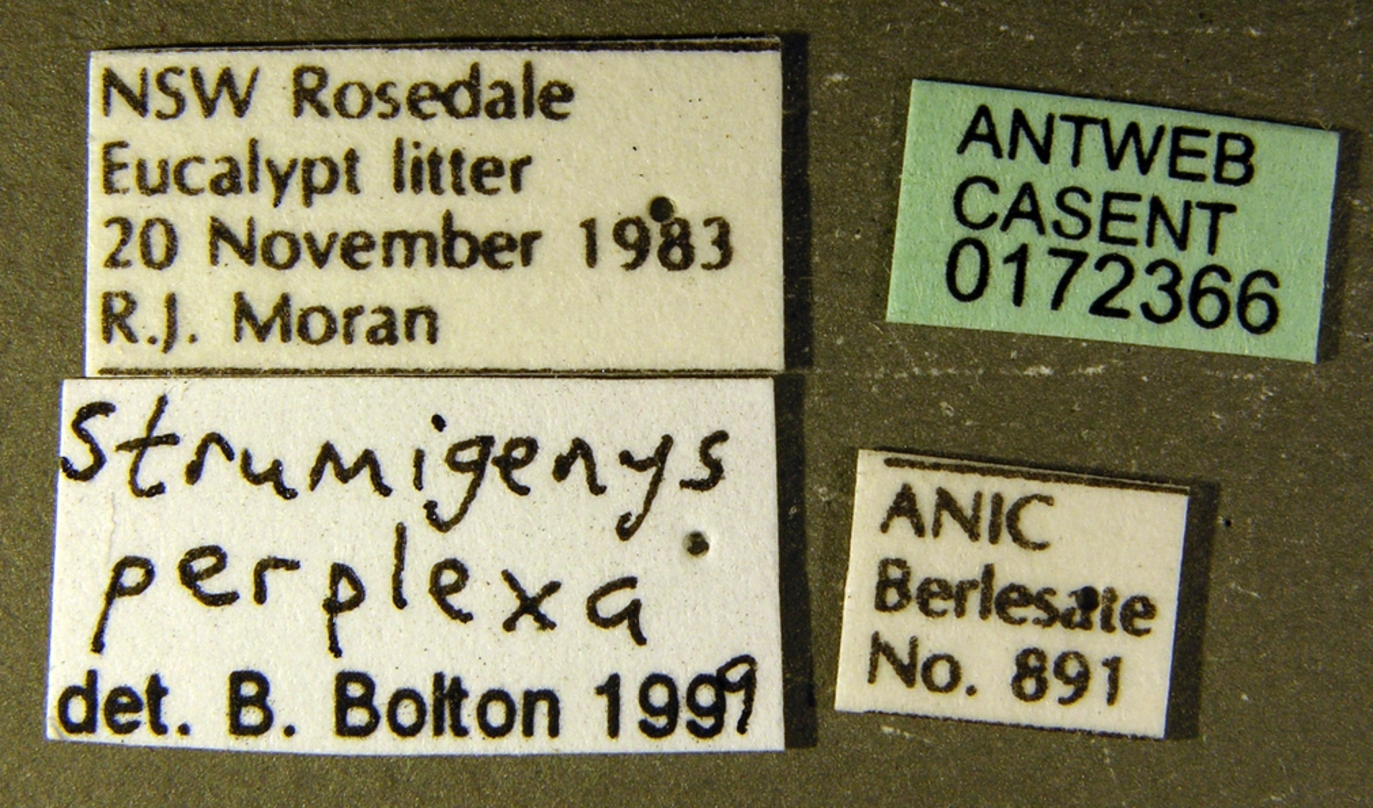
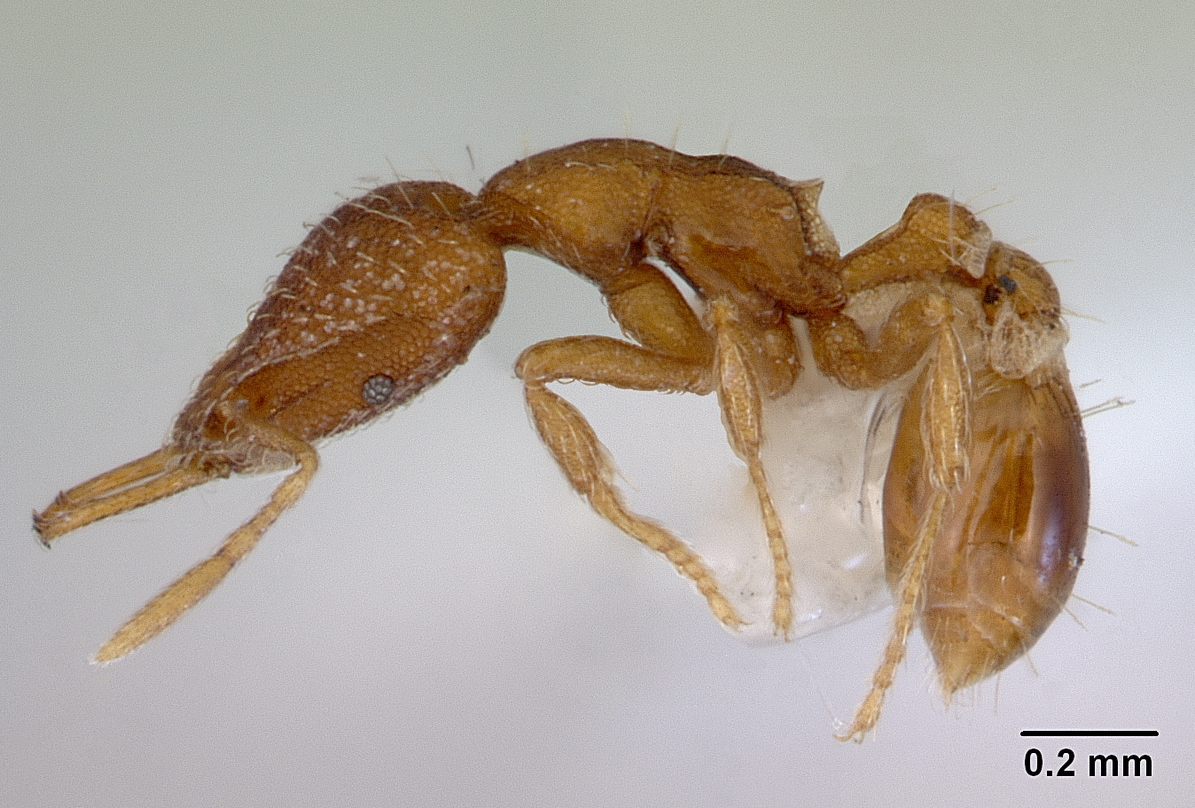
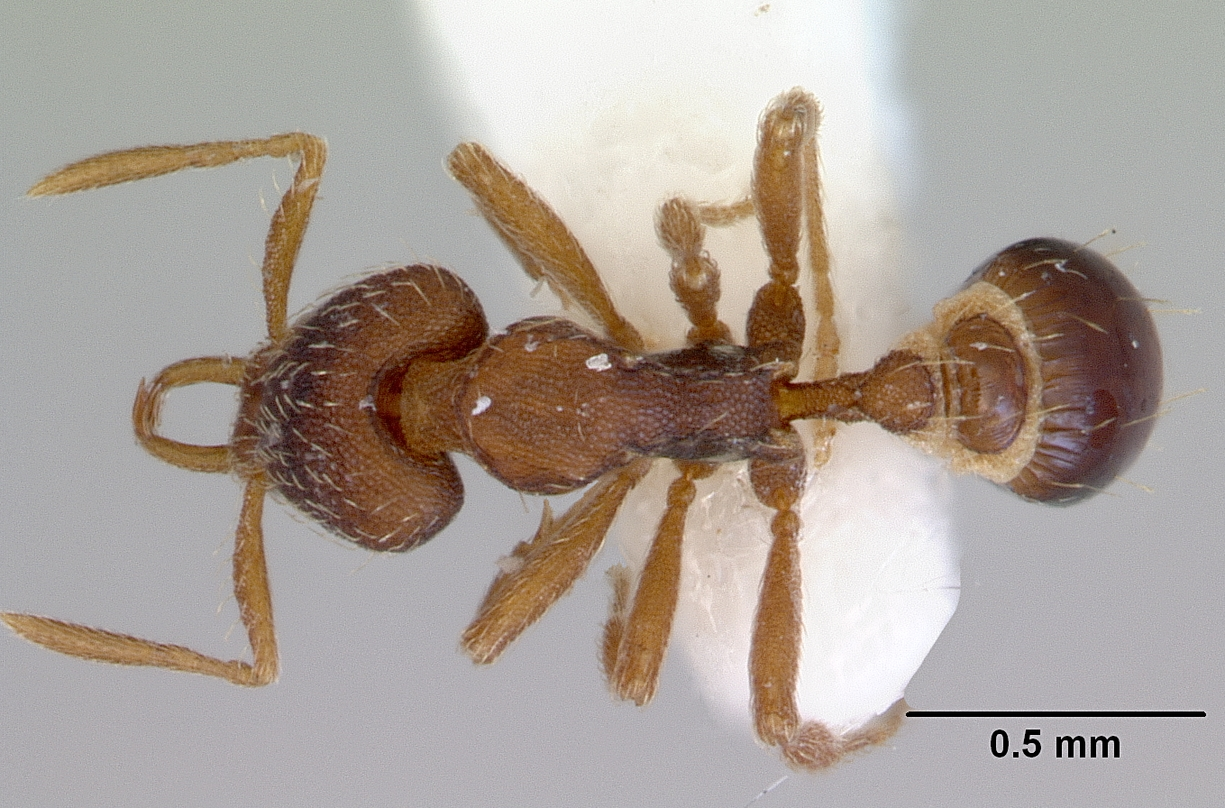
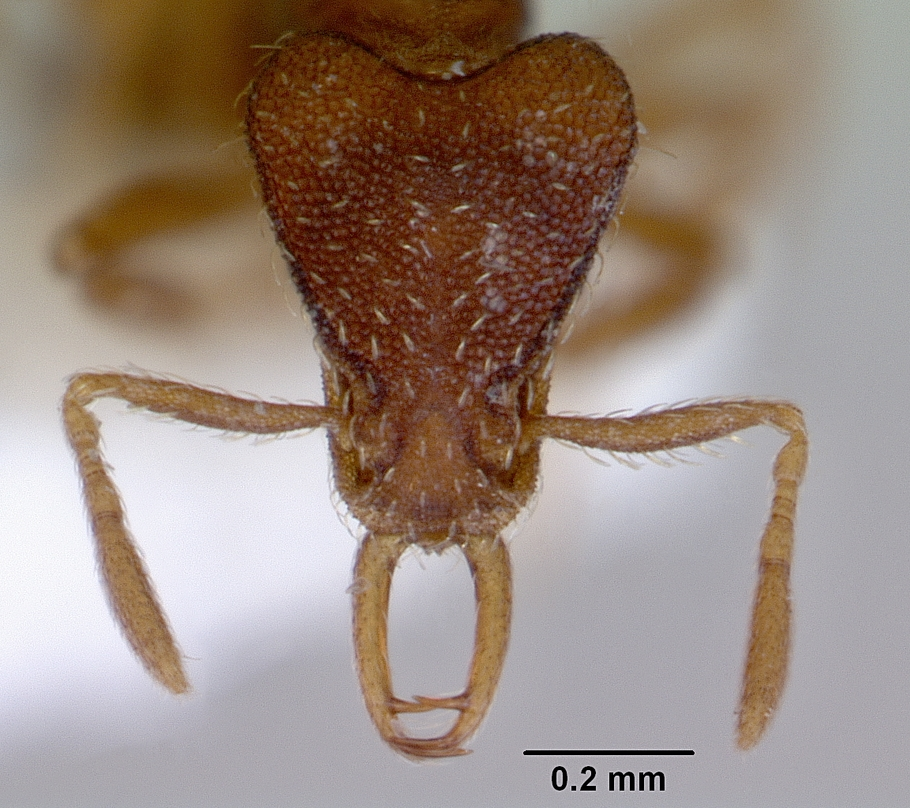